# CCTV-1
A CCTV-1 (korábban: Peking Televízió) a Kínai Központi Televízió 1-es adója, amely 1958. szeptember 2-án indult. Földfelszíni sugárzású és szabadon vehető. Ez a CCTV vegyes csatornája, amely mindenféle műsort sugároz.
A CCTV-1 online is nézhető.

## Története
Az adó 1958. szeptember 2-án kezdte meg a sugárzását Peking Televízió néven. 1978. május 1-jén kapta a Kínai Központi Televízió nevet. 1998-tól már sztereó hangzással, 2002-től pedig digitálisan is sugároz. 2004. október 1-jén vált 24 órás csatornává. 2009. szeptember 21-től már nagy felbontásban is fogható.